# Doe (rivier)
De  Doe is een Engelse rivier in Yorkshire. De rivier ontspringt in God's Bridge, nabij Chapel-le-Dale en vloeit dan langs Twisleton naar het zuidwesten en naar Ingleton, waar zij samenvloeit met de Twiss en zo de Greta vormt.